# Order Jugosłowiańskiej Flagi
Order Jugosłowiańskiej Flagi (serb. Орден југословенске заставе / Orden jugoslavenske zastave, słoweń. Red jugoslovanske zastave, mac. Орден на jугословенската знаме) – odznaczenie państwowe komunistycznej Jugosławii oraz Federalnej Republiki Jugosławii.

## Historia
Order Jugosłowiańskiej Flagi został ustanowiony dekretem z dnia 26 listopada 1947 roku. Zmian w statucie dokonano dwukrotnie poprzez nowelizacje Ustawy o Odznaczeniach z 14 listopada 1955 i 1 marca 1961 roku. Według ostatniego brzmienia Ustawy order był podzielony na pięć klas:
- Order Jugosłowiańskiej Flagi ze Wstęgą (I klasa) – 8. miejsce w hierarchii odznaczeń państwowych;
- Order Jugosłowiańskiej Flagi ze Złotym Wieńcem (II klasa) – 19. miejsce w hierarchii odznaczeń państwowych;
- Order Jugosłowiańskiej Flagi ze Złotą Gwiazdą na Naszyjniku (III klasa) – 28 miejsce w hierarchii ważnych odznaczeń;
- Order Jugosłowiańskiej Flagi ze Złotą Gwiazdą (IV klasa) – 32. miejsce w hierarchii  odznaczeń państwowych;
- Order Jugosłowiańskiej Flagi ze Srebrną Gwiazdą (V klasa) – 35. miejsce w hierarchii  odznaczeń państwowych.

## Statut
Nadawanie Orderu Jugosłowiańskiej Flagi rozpoczęło się w grudniu 1947 roku. W sumie odznaczono nim 5890 osób. Co jest sytuacją bardzo rzadko spotykaną, Ordery Jugosłowiańskiej Flagi niższych klas nadano mniejszej liczbie osób w porównaniu do liczby odznaczonych wyższymi stopniami orderu.
- Order Jugosłowiańskiej Flagi ze Wstęgą nadawany był obywatelom krajów socjalistycznych i krajów Ruchu Państw Niezaangażowanych (od 1961 roku), ważnym osobistościom państwowym i politycznym (głównie ministrom), a także zagranicznym ambasadorom, którzy zakończyli już misję dyplomatyczną w Jugosławii. Do 31 grudnia 1985 roku orderem tej klasy odznaczono 1423 osoby (w tym 1081 cudzoziemców i 342 obywateli SFRJ);
- Order Jugosłowiańskiej Flagi ze Złotym Wieńcem był przyznawany zagranicznym zastępcom sekretarzy stanu, dyrektorom protokołów dyplomatycznych, naukowcom, pisarzom, artystom i dziennikarzom. Do końca 1985 roku orderem tej klasy odznaczono 1443 osoby;
- Order Jugosłowiańskiej Flagi ze Złotą Gwiazdą na Naszyjniku był przyznawany ministrom spraw zagranicznych, czołowym doradcom, wybitnym osobistościom publicznym, profesorom i tak dalej. Do końca 1985 roku order tej klasy otrzymało 1300 osób;
- Order Jugosłowiańskiej Flagi ze Złotą Gwiazdą był przyznawany doradcom administracji państwowej różnych krajów, pierwszym sekretarzom Ministerstw Spraw Zagranicznych i innym podobnym osobom. Do końca 1985 roku order tej klasy otrzymało 955 osób;
- Sekretarze Ministerstw Spraw Zagranicznych i inni urzędnicy podobnej rangi w strukturze dyplomatyczno-konsularnej mogli być odznaczeni Orderem Jugosłowiańskiej Flagi ze Srebrną Gwiazdą. Order tej klasy otrzymało 769 osób.

## Wygląd insygniów
| Order Jugosłowiańskiej Flagi: | Order Jugosłowiańskiej Flagi: | Order Jugosłowiańskiej Flagi: | Order Jugosłowiańskiej Flagi:  | Order Jugosłowiańskiej Flagi: | Order Jugosłowiańskiej Flagi: |
|                               | ze Wstęgą                     | ze Złotym Wieńcem             | ze Złotą Gwiazdą na Naszyjniku | ze Złotą Gwiazdą              | ze Srebrną Gwiazdą            |
| ----------------------------- | ----------------------------- | ----------------------------- | ------------------------------ | ----------------------------- | ----------------------------- |
| Odznaka orderu                |                               |                               |                                |                               |                               |
| Baretka                       |                               |                               |                                |                               |                               |
|                               | I klasy                       | II klasy                      | III klasy                      | IV klasy                      | V klasy                       |

4 grudnia 1998 roku order został ponownie ustanowiony w Federalnej Republice Jugosławii. W hierarchii odznaczeń FRJ Order Jugosłowiańskiej Flagi I klasy zajął 6. miejsce, Order II klasy – 19 miejsce, a Order III klasy – 30 miejsce.
| Order I klasy | Order II klasy | Order III klasy |
| ------------- | -------------- | --------------- |
| Baretki       |                |                 |
|               |                |                 |